# آننباخ
آننباخ (به آلمانی: Annenbach) یک رود در آلمان است که در بادن-وورتمبرگ واقع شده‌است.